# Valeria Spälty
Valeria Claudia Spälty (Glarona, 24 giugno 1983) è una giocatrice di curling svizzera.

## Biografia
Partecipò all'età di 22 anni ai XX Giochi olimpici invernali edizione disputata a Torino, (Italia) nel febbraio del 2006, riuscendo ad ottenere la medaglia d'argento nella squadra svizzera con le connazionali Mirjam Ott, Binia Beeli, Michèle Moser e Manuela Kormann.
Nell'edizione la nazionale svedese ottenne la medaglia d'oro, la canadese quella di bronzo.